# Batman Forever: The Arcade Game
Batman Forever: The Arcade Game är ett arkadspel baserat på filmen med samma namn. Man spelar antingen en eller två, som Batman eller Robin, och slåss mot fiender som Two-Face, Gåtan, och deras hantlangare.
Förutom slag och sparkar, samt diverse specialattacker, kan man använda sig av vapen som batarangen.

### Fotnoter
1. 1 2 3  ”Batman Forever: The Arcade Game Release Information for PlayStation”. Gamefaqs. Arkiverad från originalet den 15 oktober 2015. https://web.archive.org/web/20151015003115/http://www.gamefaqs.com/ps/196714-batman-forever-the-arcade-game/data. Läst 16 maj 2014.
2. 1 2 3  ”Batman Forever: The Arcade Game Release Information for Sega Saturn”. Gamefaqs. Arkiverad från originalet den 26 oktober 2014. https://web.archive.org/web/20141026095948/http://www.gamefaqs.com/saturn/196712-batman-forever-the-arcade-game/data. Läst 16 maj 2014.
3. ↑  ”Batman Forever: The Arcade Game Release Information for PC”. Gamefaqs. Arkiverad från originalet den 4 mars 2016. https://web.archive.org/web/20160304100124/http://www.gamefaqs.com/pc/196713-batman-forever-the-arcade-game/data. Läst 16 maj 2014.